# Universi Dominici gregis
Universi Dominici gregis (pełny tytuł: Konstytucja Apostolska Universi Dominici gregis o wakacie Stolicy Apostolskiej i wyborze biskupa rzymskiego) – konstytucja apostolska promulgowana przez Jana Pawła II 22 lutego 1996 reguluje czynności przeprowadzane po śmierci papieża związane z jego pogrzebem oraz wyborem następcy.
Konstytucja ta określa też zasady, na jakich przeprowadza się konklawe. Do wyboru nowego papieża potrzeba dwóch trzecich głosów, elektorów-kardynałów, którzy nie ukończyli 80. roku życia.